# Lacconectus krikkeni
Lacconectus krikkeni är en skalbaggsart som beskrevs av Michel Brancucci 1986. Lacconectus krikkeni ingår i släktet Lacconectus och familjen dykare. Inga underarter finns listade i Catalogue of Life.